# PSME2
PSME2‏ (Proteasome activator subunit 2) هوَ بروتين يُشَفر بواسطة جين PSME2 في الإنسان.